# Place Blanche
Place Blanche je náměstí v Paříži v 9. obvodu. Hlavní dominantou náměstí je kabaret Moulin Rouge. Pod náměstím se nachází stanice metra Blanche na linky 2.

## Historie
Náměstí bylo založeno z nařízení ministra Chaptala ze dne 20. října 1802. Nařídil, aby mělo poloměr 30 metrů. Náměstí bylo pojmenováno podle bývalé brány Blanche (barrière Blanche), též zvané barrière de la Croix Blanche.